# Мархамат (місто)
40°30′ пн. ш. 72°20′ сх. д. / 40.500° пн. ш. 72.333° сх. д.
Мархама́т (до 1974 року — Руське Село; узб. Марҳамат, Marhamat) — місто в Узбекистані, центр Мархаматського району Андижанської області.
Населення становить 11,9 тис. осіб (2004).
Місто розташоване на Південному Ферганському каналі, за 25 км від залізничної міста Асака.
Статус міста з 1974 року.
Працюють електротехнічний завод та швейна фабрика.

## Історія
У місті збереглись історичні пам'ятки:
- Мінгтепа (Тисячогір'я) — фортеця V—III ст. до н. е. На думку Л.Гумільова це залишки городища Ерші;
- Садиба церковно-парафіяльної школи, заснованої 1902 року. Нині в будівлі торгові приміщення;
- Старий корпус лікарні, одна з перших будівель, збудованих росіянами в 1880-1902 роках;
- Управління Південного Ферганського каналу, збудованого 1936 року.